# Ashok Kumar (ur. 1981)
Ashok Kumar (ur. 29 stycznia 1981) – indyjski zapaśnik walczący w stylu klasycznym. Zajął dziewiętnaste miejsce na mistrzostwach świata w 2011. Piąty na mistrzostwach Azji w 2010. Mistrz Wspólnoty Narodów w 2009, a drugi w 2007 i 2011 roku.